# Jochanan Bloch
Jochanan Bloch, (hebräisch יוחנן בלוך, geboren als Joachim Bloch, geboren 17. März 1919 in Berlin; gestorben 26. Februar 1979 in Thailand) war ein deutsch-israelischer jüdischer Religionswissenschaftler.

## Leben
Joachim Bloch emigrierte nach der Machtübergabe an die Nationalsozialisten 1933 mit der Familie über Amsterdam und Paris nach Palästina. Er absolvierte 1937 das Herzlia-Gymnasium in Tel-Aviv und studierte von 1938 bis 1943 Rechtswissenschaft an der Law-School in Jerusalem. Als Rechtsanwalt war er in Tel-Aviv bis 1946 tätig, danach als Privatlehrer in Tel-Aviv, Jerusalem und Pardes Hanna und verfasste autodidaktische philosophische Studien. 1948/49 diente er in der israelischen Armee.
1955 erhielt Bloch auf Empfehlung von Ernst Simon und Martin Buber ein Stipendium für ein Studium in Europa. 1956 studierte er in Heidelberg und danach bis 1961 in Berlin Philosophie, Religionswissenschaft und Psychologie.
1957 gründete er die Deutsch-Israelischen Studiengruppen an der Freien Universität und der Kirchlichen Hochschule in Berlin und an acht westdeutschen Universitäten.
Seit 1969 unterrichtete an der Ben-Gurion-Universität im Negev.
1979 starb Bloch nach einem Busunfall in Thailand.

## Schriften (Auswahl)
- Das anstößige Volk: über die weltliche Glaubensgemeinschaft der Juden. Heidelberg: Schneider, 1964.
- Die Aporie des Du: Probleme der Dialogik Martin Bubers. Heidelberg: Schneider, 1977.
- Geheimnis und Schöpfung: Elemente der Dialogik Martin Bubers. Berlin, Univ. Diss., 1968.
- Judentum in der Krise: Emanzipation, Sozialismus und Zionismus. Göttingen: Vandenhoeck & Ruprecht, 1966.
- Martin Buber: Bilanz seines Denkens. Freiburg: Herder, 1983. SBN 3-451-19192-X.